# 岡村洋輝
 岡村洋輝（日语：／ Okamura Hiroki，1998年12月6日—），日本男子羽毛球运动员，亦為現役日本國家羽毛球隊（B隊）成員。北海道帯広市出生，畢業於帯広第一中学校及埼玉栄高校。2017年4月加入日本Unisys株式會社，並為旗下羽毛球部的成員，隊員編號為5號，2022年4月1日，日本Unisys株式會社改名為BIPROGY株式會社。

## 簡歷
2017年2月，岡村洋輝与小野寺雅之出戰芬蘭羽毛球公開賽，在男雙準決賽以0比2（13-21、14-21）不敌中華台北的廖敏竣/蘇敬恒，但俩人合作方面创下最好的国际佳绩。

## 主要比賽成績
只列出曾進入準決賽的國際賽事成績：
| 年份   | 賽事                     | 公開賽級別 | 項目     | 拍檔       | 成績   |
| ------ | ------------------------ | ---------- | -------- | ---------- | ------ |
| 2016年 | 亞洲青年羽毛球錦標賽     | 其他       | 混合團體 | －         | 季軍   |
| 2016年 | 世界青年羽毛球錦標賽     | 其他       | 混合團體 | －         | 季軍   |
| 2017年 | 芬蘭羽毛球公開賽         | 國際挑戰賽 | 男子雙打 | 小野寺雅之 | 準決賽 |
| 2017年 | 馬來西亞羽毛球國際挑戰賽 | 國際挑戰賽 | 混合雙打 | 篠谷菜留   | 冠軍   |
| 2018年 | 南澳洲羽毛球國際賽       | 國際挑戰賽 | 男子雙打 | 小野寺雅之 | 準決賽 |
| 2018年 | 雪梨羽毛球國際賽         | 國際系列賽 | 男子雙打 | 小野寺雅之 | 冠軍   |
| 2018年 | 美國羽毛球國際挑戰賽     | 國際挑戰賽 | 男子雙打 | 小野寺雅之 | 準決賽 |
| 2019年 | 加拿大羽毛球公開賽       | 超級100賽  | 男子雙打 | 小野寺雅之 | 亞軍   |
| 2019年 | 美國羽毛球公開賽         | 超級300賽  | 男子雙打 | 小野寺雅之 | 準決賽 |
| 2022年 | 韓國羽毛球大師賽         | 超級300賽  | 男子雙打 | 小野寺雅之 | 準決賽 |
| 2022年 | 加拿大羽毛球公開賽       | 超級100賽  | 男子雙打 | 小野寺雅之 | 準決賽 |
| 2022年 | 瑪琅羽毛球國際挑戰賽     | 國際挑戰賽 | 男子雙打 | 小野寺雅之 | 亞軍   |
| 2022年 | 印尼瑪琅羽毛球大師賽     | 超級100賽  | 男子雙打 | 小野寺雅之 | 準決賽 |
| 2023年 | 越南羽毛球公開賽         | 超級100賽  | 男子雙打 | 三橋健也   | 冠軍   |
| 2023年 | 高雄羽球大師賽           | 超級100賽  | 男子雙打 | 三橋健也   | 準決賽 |
| 2023年 | 印尼泗水羽毛球國際挑戰賽 | 國際挑戰賽 | 男子雙打 | 三橋健也   | 冠軍   |
| 2023年 | 印尼泗水羽毛球大師賽     | 超級100賽  | 男子雙打 | 三橋健也   | 冠軍   |
| 2024年 | 亞洲羽毛球團体錦標賽     | 其他       | 男子團体 | －         | 季軍   |
| 2024年 | 加拿大羽毛球公開賽       | 超級500賽  | 男子雙打 | 三橋健也   | 準決賽 |
| 2025年 | 亞洲羽毛球混合團体錦標賽 | 其他       | 混合團体 | －         | 季軍   |

| 2007-2017年 | 首要超級賽 | 超級賽 | 黃金大獎賽 | 大獎賽 | 國際挑戰賽 | 國際系列賽 | 未來系列賽 | 其他 |

| 2018-2026年 | 總決賽 | 超級1000賽 | 超級750賽 | 超級500賽 | 超級300賽 | 超級100賽 | 國際挑戰賽 | 國際系列賽 | 未來系列賽 | 其他 |

### 奧運會和世錦賽參賽紀錄
|          | 搭檔       | 2021 | 2022 |
| -------- | ---------- | ---- | ---- |
| 男子雙打 | 小野寺雅之 | 32強 | 32強 |